# Helen Dorn: Bis zum Anschlag
Bis zum Anschlag ist ein deutscher Fernsehfilm von Markus Imboden aus dem Jahr 2015. Es handelt sich um die dritte Folge der ZDF-Kriminalfilmreihe Helen Dorn mit Anna Loos in der Titelrolle.

## Handlung
In Düsseldorf wird am frühen Morgen die elfjährige Tochter des Lehrers Daniel Weiss entführt, als sie den Schulweg antreten will. Kurz darauf dringt ein weiterer maskierter Täter in das Wohnhaus ein und kidnappt auch den Vater des Mädchens. Vom Lärm geweckt erscheint Silke, die Freundin von Daniel Weiss. Sie ist eine Polizistin und schießt daraufhin auf den Unbekannten. Dieser erwidert das Feuer und im Schusswechsel stirbt Silke, während der Entführer angeschossen wird. Dank eines aufmerksamen Nachbarn wird die Polizei sehr schnell benachrichtigt und auch das LKA Düsseldorf verständigt. Kriminalhauptkommissarin Helen Dorn und ihr Partner, KHK Gregor Georgi, nehmen die Ermittlungen auf.
In der Zwischenzeit erfährt Daniel Weiss den Grund für diese dramatische Aktion. Er ist ein guter Hobbyschütze und wird von Dr. Ising, einem bislang unbescholtenen Bürger, dazu gezwungen, ein Attentat zu verüben. Mit dem Druckmittel, Weiss’ Tochter in seiner Gewalt zu haben, veranlasst er den Lehrer, sein Präzisionsgewehr aus dem Schützenverein zu holen. Da Ising ihn dorthin begleitet, trifft er unerwartet auf Helen Dorn, die in diesem Moment noch nicht weiß, dass er den Lehrer in seiner Gewalt hat. Doch als sie im Schützenverein den toten Waffenwart vorfindet, wird ihr alles klar. Sie lässt umgehend nach dem Auto fahnden und weiß nun, wer ihr eigentlicher Gegner ist: ein verzweifelter Arzt, dessen Tochter vor Kurzem an einer Überdosis Drogen gestorben ist. Das LKA stürmt die Wohnung von Ising und findet dort einen von seinen Komplizen, der jedoch bereits an seiner Schusswunde verblutet ist.
Ising wächst die Situation allmählich über den Kopf und die Entführungen laufen aus dem Ruder. Weder der Schusswechsel im Haus des Lehrers noch der gewaltsame Umgang mit dem Waffenwart waren von ihm so geplant. Helen Dorn lässt Isings Handynummer recherchieren und ruft ihn einfach an. Sie kann mit ihm sprechen und erkennt, dass er im Namen der Gerechtigkeit einen mörderischen Plan verfolgt. Sie weiß zunächst nicht, gegen wen sich sein Rachefeldzug konkret richtet, findet aber schon bald heraus, dass es der Drogenmogul de Koning sein dürfte, der noch am selben Tag zu einer OP vom Gefängnis in ein Krankenhaus geflogen werden soll. Es gelingt ihr auch, eine Spur zu Johann Kruse, Isings zweitem Komplizen, zu finden, der das Mädchen gefangen hält. Während sie sich mit einem Rettungshubschrauber zu der Klinik begibt, gegenüber der Ising und Weiss in einem Apartment Position bezogen haben, kann ihr Kollege Georgi den Aufenthaltsort von Kruse ermitteln. Mit SEK-Unterstützung befreit er das Kind, während Dorn das Apartment vom Hubschrauber aus entdeckt und mit einem anderen SEK Weiss befreien kann. Der dabei angeschossene Ising überlebt.

## Hintergrund
Die Dreharbeiten für Bis zum Anschlag erfolgten in Neuss und Duisburg. Gesendet wurde diese dritte Folge der Reihe als ZDF-Samstagskrimi.

## Rezeption

### Einschaltquote
Die Erstausstrahlung von Bis zum Anschlag am 24. Januar 2015 im ZDF erreichte 6,43 Millionen Zuschauer und einen Marktanteil von 20,3 Prozent.

### Kritik
Rainer Tittelbach von tittelbach.tv meinte recht anerkennend: „‚Helen Dorn – Bis zum Anschlag‘ ist ein temporeicher, von der ersten bis zur letzten Minute packender Krimithriller, der auf das Mehrwissen beim Zuschauer & den Antagonisten setzt. Durch die enorme Präsenz von Joachim Król als Racheengel sowie durch den großen Aktionismus bei den Ermittlern und die angespannte Ausnahmesituation gewinnt der Film von Markus Imboden seine Klasse.“
Kester Schlenz schreibt für den Stern: „‚Bis zum Anschlag‘ ist schlichtweg einer der besten TV-Krimis der letzten Monate. Warum? Weil dieses dritte Abenteuer der schweigsamen Kommissarin verdammt spannend ist, weil die Darsteller hervorragend sind und weil die Handlung auf angenehm unprätentiöse Weise glaubwürdig ist und ohne überflüssige Mätzchen daher kommt. Wir sehen die Polizisten nicht umherstolpern und nuschelnd Phrasen von sich geben, sondern wir sehen, wie sie ermitteln, ihre Arbeit machen. Und das fasziniert, weil das Ganze dadurch einen packenden Realismus bekommt, der uns in die Geschichte hinein zieht und atemlos am Geschehen teilhaben lässt.“